# Po-i Kalyan

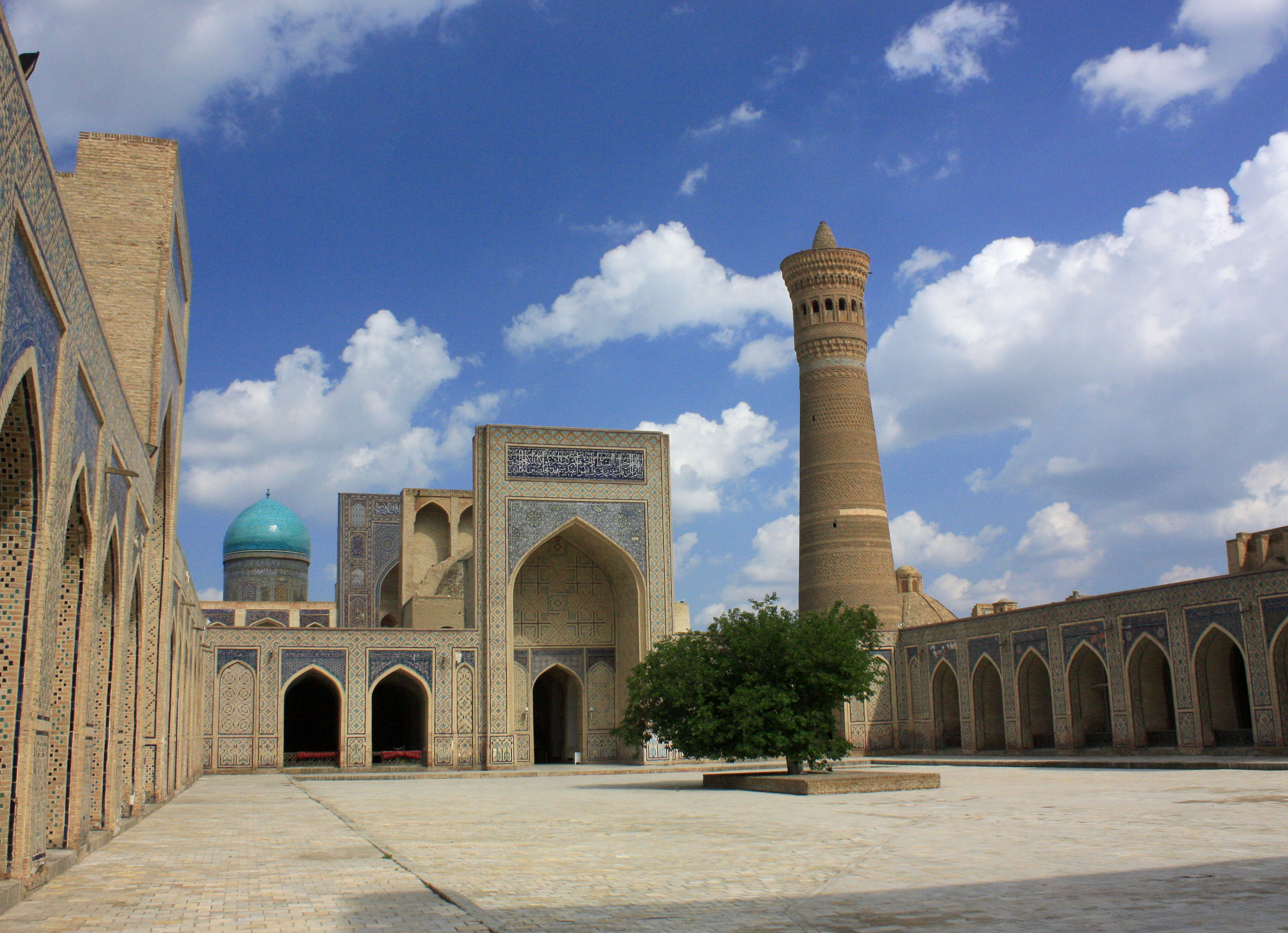

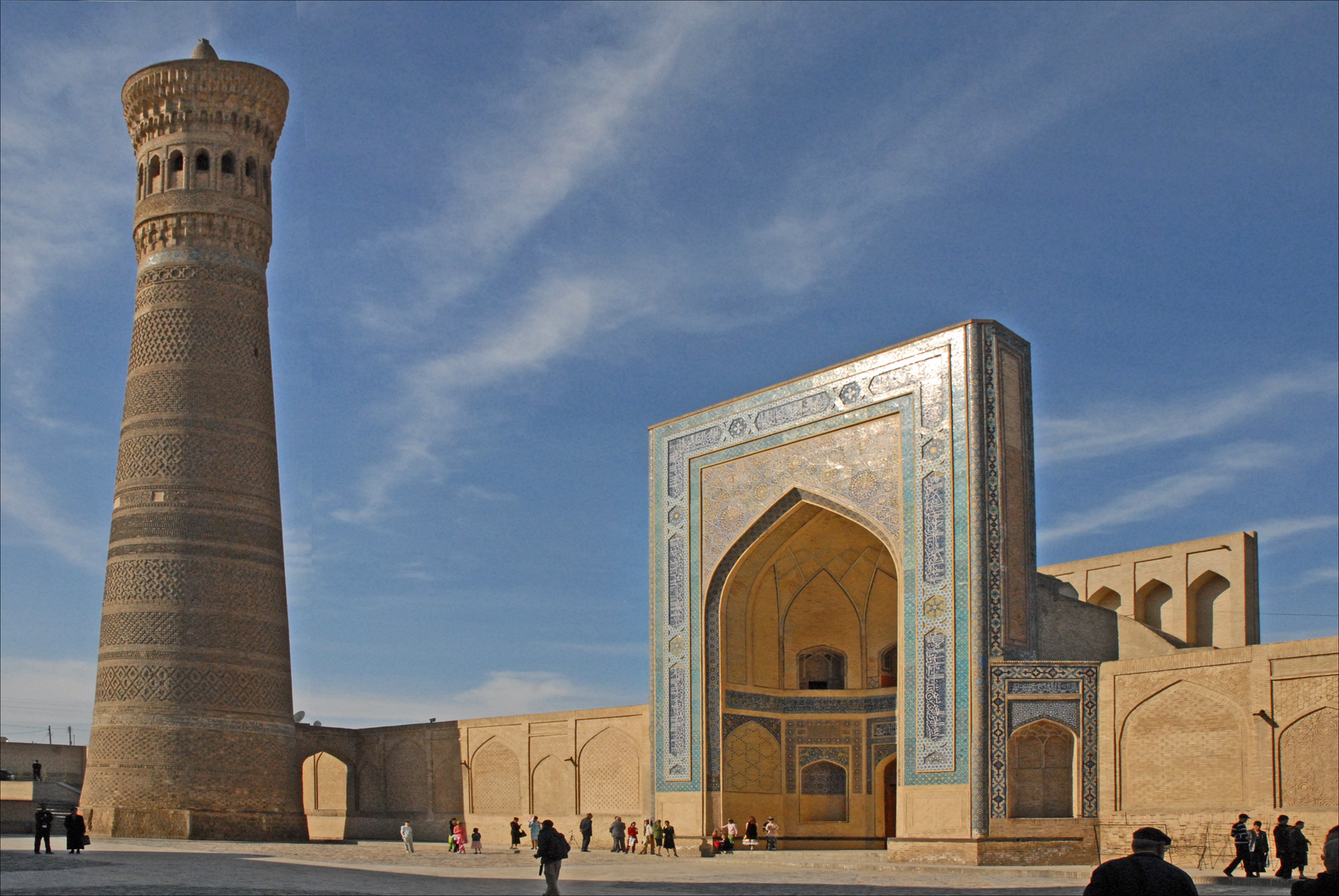
Mesquita e minarete Kalyan

Po-i Kalyan (em persa: پای کلان‎; romaniz.: Pā-i Kalān) ou Poi-Kalan (em usbeque: Poi Kalon) é um conjunto monumental histórico islâmico e praça na cidade de Bucara, no Usbequistão. É um dos ícones turísticos do desse país e faz parte do sítio do Património Mundial da UNESCO "Centro histórico de Bucara". O seu edifício principal é a Mesquita Kalyan, conhecida especialmente pelo seu grande minarete, chamado Minâra-i Kalân, que é a construção mais antiga do conjunto e está na origem do nome original do conjunto em persa, que significa "ao pé do `grande´". Além dessa mesquita e do minarete, o complexo inclui ainda as madraças Miriárabe (Mir-i Arab) e do Emir Alim Cã.
O complexo está disposto em volta duma grande praça aberta, em que num dos lados se ergue a mesquita e no outro, em frente a ela, a madraça. Noutro dos lados fica a uma biblioteca com uma cúpula. Num dos cantos da praça do lado da biblioteca ergue-se o grande minarete, com 46 metros de altura, visível de toda a cidade e vários séculos mais antigos do que o resto do complexo. As primeiras obras da praça foram iniciadas no primeiro quartel do século XII pelo cã caracânida Arslano Cã (r. 1102–1129), que mandou construir vários edifícios, incluindo uma mesquita com um minarete de madeira, da qual pouco se sabe. Arslano foi ali enterrado. Segundo a lenda, o minarete caiu pouco tempo depois de ter sido construído, destruindo a mesquita com a queda. O minarete atualmente existente, feito em tijolo, data de 1127. A mesquita foi originalmente construída na primeira metade do século XV e durante o século seguinte. A madraça foi construída entre 1535 e 1536.
Até pelo menos meados do século XX a praça era o local onde se relaizava o movimentado mercado de algodão (o principal produto de exportação do Usbequistão). Atualmente é um locla sobretudo turístico.

## Minarete Kalyan
O Minâra-i Kalân ("grande minarete" em persa e tajique) é também conhecido como Torre da Morte, devido a, segundo a lenda ser o local onde os criminosos eram executados sendo atirados do cimo. Domina o centro histórico da cidade e tem uma função principalmente decorativa, pois as suas dimensões excedem a principal função dos minaretes, que é a de proporcionarem um ponto vantajoso para o muezim chamar os fiéis para as orações. Para esse propósito bastava ir para o telhado da mesquita, o que era uma prática comum nos primeiros tempos do islão. A palavra minarete deriva do árabe minara, que significa farol ou, literalmente, "local onde alguma coisa arde". É possível que os minaretes da região fossem adaptações da "torres de fogo" ou faróis usados na religião zoroastrista que precedeu o islão na Ásia Central e Pérsia.
O arquiteto do minarete, cujo nome era Bako, desenhou-o como uma torre-pilar circular ligeiramente cónica em tijolo. O diâmetro na base é 9 metros e no topo é 6 m. Tem 45,6 m de altura e é visível a longa distância nas planícies em volta. No interior há uma escada de tijolo em espiral, que dá acesso a um terraço circular com 16 arcos, sobre os quais assenta uma cornija (ou xarife).

## Mesquita Kalyan
A Masjid-i Kalân (Grande Mesquita) é um edifício cuja construção terminou supostamente em 1514, com lotação para 12 000 pessoas. Embora seja semelhante à Mesquita de Bibi Canum em Samarcanda, nomeadamente nas dimensões, tem diferenças na construção. O pátio que a circunda tem galerias com um teto com múltiplas abóbadas suportado por 280 pilares monumentais. O eixo longitudinal termina num portal que dá acesso à câmara principal (maksura), a qual tem uma sala em forma de cruz que é encimada por uma grande cúpula azul que assenta sobre uma base cilíndrica revestida a mosaicos. O edifício apresenta várias curiosidades arquitetónicas, como por exemplo um furo numa das abóbadas, através do qual se podem ver as fundações do minarete; recuando, conseguem-se contar todas as filas de tijolos do minarete.

## Madraça Miriárabe
A construção desta madraça é atribuída ao xeque Abedalá Iamani do Iémen, conhecido como Miriárabe (Mir-i Arab), o mentor espiritual de Ubaide Alá Cã e do seu filho Abdalazize Cã. Os seus raides de saque em Coração eram acompanhados pela captura de numerosos cativos. Diz-se que Ubaide Alá Cã gastou o dinheiro ganho com o resgate de mais de 3 000 prisioneiros persas na construção da Madraça Mir-i Arab. Era um homem  muito religioso, que tinha sido educado para ter um grande respeito pelo islão sufista. O seu pai deu-lhe o nome dum proeminente cheque do século XV, Ubaide Alá Alarar (Khwaja Ahrar ou Nassiruddin Ubaidullah al-Ahrar; 1404–1490), originário da região de Tasquente.
A construção da madraça foi concluída na década de 1530, numa época em que os soberanos locais já não erigiam mausoléus para si e para os seus familiares. Os cãs da xaibânidas eram muito ciosos das tradições corânicas e davam tanta importância à religião que até um cã poderoso como Ubaidullah foi enterrado junto ao seu mentor, debaixo do centro da abóbada (gurhana) da madraça. Perto desse túmulo está enterrado Maomé Cacim, mudarris (professor sénior) da madraça, que morreu em 1637 ou 1638. O portal da madraça situa-se num eixo que passa pelo portal da Mesquita Kalyan. No entanto, devido à parte oriental do pátio ser ligeiramente mais baixa do que a parte ocidental, a madraça está sobre uma plataforma.